# Odlum Brown Vancouver Open 2011
L'Odlum Brown Vancouver Open 2011 è stato un torneo professionistico di tennis giocato sul cemento. È stata la 7ª edizione del torneo maschile, la 10ª del torneo femminile, che fanno parte dell'ATP Challenger Tour nell'ambito dell'ATP Challenger Tour 2011 e dell'ITF Women's Circuit nell'ambito dell'ITF Women's Circuit 2011. Il torneo maschile e quello femminile si sono giocati a Vancouver in Canada dal 1° al 7 agosto 2011.

## Partecipanti ATP

### Teste di serie
| Nazionalità   | Giocatore       | Ranking* | Testa di serie |
| ------------- | --------------- | -------- | -------------- |
| Taipei cinese | Lu Yen-hsun     | 76       | 1              |
| Stati Uniti   | Bobby Reynolds  | 123      | 2              |
| Slovenia      | Grega Žemlja    | 136      | 3              |
| Giappone      | Yūichi Sugita   | 170      | 4              |
| Regno Unito   | James Ward      | 177      | 5              |
| Canada        | Vasek Pospisil  | 187      | 6              |
| Sudafrica     | Fritz Wolmarans | 217      | 7              |
| Australia     | Greg Jones      | 222      | 8              |

- Rankings al 25 luglio 2011.

### Altri partecipanti
Giocatori che hanno ricevuto una wild card:
- Steve Johnson
- Bradley Klahn
- Daniel Kosakowski
- David Martin

Giocatori passati dalle qualificazioni:
- Luka Gregorc
- Toshihide Matsui
- Michael McClune
- Travis Rettenmaier

## Partecipanti WTA

### Teste di serie
| Nazionalità | Giocatrice        | Ranking* | Testa di serie |
| ----------- | ----------------- | -------- | -------------- |
| Romania     | Monica Niculescu  | 59       | 1              |
| Regno Unito | Anne Keothavong   | 96       | 2              |
| Stati Uniti | Irina Falconi     | 81       | 3              |
| Grecia      | Eléni Daniilídou  | 103      | 4              |
| Giappone    | Misaki Doi        | 106      | 5              |
| Stati Uniti | Alison Riske      | 116      | 6              |
| Canada      | Stéphanie Dubois  | 107      | 7              |
| Polonia     | Urszula Radwańska | 123      | 8              |

- Rankings al 1º agosto 2011.

### Altre partecipanti
Giocatrici che hanno ricevuto una wild card:
- Gail Brodsky
- Eugenie Bouchard
- Gabriela Dabrowski
- Amanda Fink

Giocatrici passate dalle qualificazioni:
- Madison Brengle
- Casey Dellacqua
- Julia Glushko
- Olivia Rogowska

## Campioni

### Singolare maschile
James Ward ha battuto in finale  Robby Ginepri con il punteggio di 7–5, 6–4

### Singolare femminile
Aleksandra Wozniak ha battuto in finale  Jamie Hampton con il punteggio di 6–3, 6–1.

### Doppio maschile
Treat Conrad Huey /  Travis Parrott hanno battuto in finale  Jordan Kerr /  David Martin con il punteggio di 6–2, 1–6, [16–14].

### Doppio femminile
Karolína Plíšková /  Kristýna Plíšková hanno battuto in finale  Jamie Hampton /  Noppawan Lertcheewakarn con il punteggio di 5–7, 6–2, [10–2]